# 손미나 (핸드볼 선수)
손미나(孫美那, 1964년 10월 8일~)는 대한민국의 핸드볼 선수이다.
1984년 하계 올림픽에서 단체 종목인 여자 핸드볼에 골키퍼로 참가해 은메달을, 1988년 하계 올림픽에서 금메달을 수상하였다. 서울 올림픽 개막식에서 농구 선수 허재와 함께 선수 대표로서 선서를 하였다.